# Elk City (Virginia Occidental)
Elk City es un área no incorporada ubicada en el condado de Barbour (Virginia Occidental), Estados Unidos. Está clasificada como un asentamiento humano por el Sistema de Información de Nombres Geográficos. La comunidad data de 1982 y toma su nombre del río Elk Creek.
Aparece registrada en U.S. Geological Survey con fecha de entrada del 27 de junio de 1980. El número de identificación asignado por el Sistema de Información de Nombres Geográficos es 1538614.

## Geografía
Se encuentra a una altitud de 331 m s. n. m. (1086 pies) según el Servicio Geológico de Estados Unidos.